# Годеслав
Годеслав або Готшалк (бл. 1000 —7 червня 1066) — верховний князь ободритів у 1043–1066 роках, засновник Вендської держави, король венедів.

## Життєпис

### Молоді роки
Походив з династії Наконідів. Син Пжибігнєва, верховного князя. Народився близько 1000 року. Виховувався у монастирі Св. Міхаеля в Люнебурзі, де хрестився на Готшалка (на честь абата цього монастиря). Після вбивства батька у 1028 році намагався перейняти владу, але зазнав невдачі від Ратибора, князя полабів й втік до Німеччини.
У 1030 році потрапив у полон до Бернґарда II, герцога Саксонії. Втім невдовзі звільнився й перебрався до Англії, де приєднався до двору Канута Великого. Брав участь у походах короля Канута в Англії. Після смерті останнього у 1035 році став прихильником Свена Естрідсена, на доньці якого оженився. Допомагав тестю у боротьбі з Магнусом I, королем Норвегії.

### Князювання
У 1043 році після загибелі князя Ратибора та його 8 синів, повернувся до своєї країни з данським допоміжним військом. Встановив міцну владу над власним племенем бодричів (рарогів). Поступово підкорив навколишні племена, продовживши політику Ратибора. Вважається, що саме Годеслав-Готшалк перетворив Ободрицький союз на повноцінну державу. Створені ним основи єдиної княжої влади проіснували близько століття.
Водночас намагаючись встановити довготривалі мирні стосунки з сусідами, християнськими державами, Готшалк першим розпочав політику християнізації ободритів. Було утворено 2 єпископства, які відносилися до Гамбург-Бременського діоцезу. Відомо, що він симпатизував грецькій, східній церкві, хоча зрештою так і не зміг розірвати з римсько-католицькою церквою.
Готшалк-Годеслав поширюючи християнство, будуючи церкви у своїх землях і іноді навіть сам звертаючись до своїх підданих з проповідями, він нічого не робив проти поганських святинь. Але навіть і така, досить лояльна до поган, але християнська політика подобалася не всім ободритам, що століттями сповідували поганство.
При цьому визнавав формальну зверхність Священної Римської імперії. Готшалк зі своїми військами брав участь у походах імператора Генріха III у 1042—1043 роках до Угорщини, 1044 році — до Фландрії, 1045—1046 роках — до Італії. У 1045 році підкорив лютичів. Допомагав тестю Свейну у 1047 році зайняти трон. Завдяки цьому забезпечив собі мир на північних кордонах.
У 1057 році вступив у союз з саксонцями та данцями та рушив на підтримку племенам доленчан й ратарян проти хижан та черезпенян. Готшалк здобув переконливу перемогу, підкоривши ворогів, які за мирною угодою заплатили 15 тис. марок сріблом. Цю здобич Готшалк поділив з союзними володарями.
З 1060 року посилилося проникнення на землі ободритів християнських місіонерів з німців, які стали намагатися встановлювати в землях слов'ян свої порядки. Зрештою це призвело до загального невдоволення на чолі зі швагером Блуссо (чоловік сестри Готшалка). У 1066 році почалося повстання проти Готшалка, яке підтримало плем'я лютичів.
У результаті він загинув у битві при Ленцені на Ельбі. Також під час повстання загинули усі місіонери, а також Адальберт, архієпископ Бремен-Гамбурга, та Іоган, єпископ Веліграда (Реріка). Любіцу (сучасний Любек), головне місто Готшалка, було сплюндровано. Замість загиблого князя було обрано поганина Круто.

## Родина
- Будівой, верховний князь у 1066 році
- Генріх, верховний князь у 1093–1127 роках